# 第72回高松宮記念杯競輪
第72回高松宮記念杯競輪は、2021年6月17日から20日まで、岸和田競輪場にて開催された、競輪のGI競走である。
優勝賞金3,083万円（副賞込み。本賞金のみは2,993万円）。

## 決勝戦

### 競走成績
- 6月20日（日）第12レース[4][5][6][7]
- 誘導員…松村友和（大阪）

| 着 | 番 | 選手名     | 齢 | 府県 | 期別 | 級班 | 着差  | 上り | 決ま り手 | S/J H/B | 個人 状況   |
| -- | -- | ---------- | -- | ---- | ---- | ---- | ----- | ---- | --------- | ------- | ----------- |
| 1  | 8  | 宿口陽一   | 37 | 埼玉 | 91   | S1   |       | 10.9 | 差し      |         |             |
| 2  | 5  | 吉田拓矢   | 26 | 茨城 | 107  | S1   | 1/2身 | 11.1 | 差し      |         |             |
| 3  | 9  | 守澤太志   | 35 | 秋田 | 96   | SS   | 1/2身 | 10.9 |           |         |             |
|    |    |            |    |      |      |      |       |      |           |         |             |
| 4  | 4  | 山崎賢人   | 28 | 長崎 | 111  | S1   | 1/2輪 | 11.2 |           | B       | 走注 斜行   |
| 5  | 7  | 清水裕友   | 26 | 山口 | 105  | SS   | 1/2輪 | 11.3 |           |         |             |
| 6  | 3  | 佐藤慎太郎 | 44 | 福島 | 78   | SS   | 1/2輪 | 11.1 |           |         |             |
| 7  | 1  | 稲川翔     | 36 | 大阪 | 90   | S1   | 3/4身 | 11.2 |           |         | 走注 外帯線 |
| 8  | 2  | 松浦悠士   | 30 | 広島 | 98   | SS   | 5身   | 11.8 |           | SH      |             |
| 9  | 6  | 小松崎大地 | 38 | 福島 | 99   | S1   | 1身   | 11.7 |           | J       |             |

### 配当金額
- 上段：複式、下段：単式

| 2枠連     | 2枠連        | 2車連       | 2車連        | 3連勝       | 3連勝          | ワイド          | ワイド                                 |
| 55,692票  | 55,692票     | 143,389票   | 143,389票    | 808,233票   | 808,233票      | 79,286票        | 79,286票                               |
|           |              |             |              |             |                |                 |                                        |
| 4=6       | 1,080円0 (6) | 5=8         | 2,930円 (11) | 5=8=9       | 12,240円0 (43) | 5=8 8=9 5=9     | 1,510円 (21) 1,910円 (25) 1,840円 (24) |
| 6-4       | 2,570円 (12) | 8-5         | 6,190円 (20) | 8-5-9       | 58,660円 (175) | 5=8 8=9 5=9     | 1,510円 (21) 1,910円 (25) 1,840円 (24) |
|           |              |             |              |             |                |                 |                                        |
| 107,965票 | 107,965票    | 1,209,901票 | 1,209,901票  | 9.966,508票 | 9.966,508票    | 計 12,370,974票 | 計 12,370,974票                        |

## 特記事項
- 岸和田でのGI開催は、中川誠一郎が制覇した2019年の第70回高松宮記念杯競輪以来で、同大会単独としては2年ぶり6回目。なお、岸和田は第70回大会の開催後約2年間本場開催を休止して施設大規模改修を行っており、本大会直前の5月末にリニューアルオープンしていた[10]。

- 今開催はCOVID-19の影響と緊急事態宣言の期間延長及び大阪府からの要請を受けて、前半2日間（6月17日・18日）は入場制限あり（事前申し込みはなし）の有観客での開催[注 1]で、後半2日間（19日・20日）は無観客での開催で、それぞれ行われた[11]。また、一部競輪場[注 2]や場外では同様の理由で当初予定されていた場外発売が取りやめとなったほか、発売した所も週末の三日目・最終日は休業要請の影響で発売を取り止めた所もあった（新型コロナウイルスに伴う影響）。

- 地上波の決勝戦中継は「坂上忍の勝たせてあげたいTV 第72回高松宮記念杯競輪（GI）」《日本テレビ系列全国ネット》[12][13]。

- シリーズ全体での売上目標は90億円[1]であったが、最終的にはシリーズ四日間の総売上額は81億0018万0700円。4日間とも無観客で開催された前回比で114.7%となった[14]が、目標額を9億円下回る結果に終わった。
  - 7351万5100円 - 本場[注 3]
  - 36億6332万5500円 - 場外
  - 43億6334万0100円 - 電話・インターネット投票
  - 81億0018万0700円 - 計

### 競走データ
- S班選手のうち脇本雄太と新田祐大は、この年に行われる予定の東京オリンピック自転車競技トラック種目出場に向けて専念している関係で今回も不参加となっている。また、平原康多は練習中の落車による負傷で欠場となった[15]。

- GI初優出の選手は、宿口陽一のみ。また、宿口は開設記念なども含めてグレードレース優勝経験がなく、今回が初グレードレース制覇であった。GI初優出かつ初優勝は、平成以降では6人目、2007年の第50回オールスター競輪を制覇した飯嶋則之以来[14]。

- 昨年大会に続いて決勝入りしたのは、稲川翔と佐藤慎太郎と松浦悠士。

- 準決勝4個レース（東2・西2）のうち、3着で決勝に進んだのは吉田拓矢。

- 開催時点では、競輪ではCOVID-19対策として開催中の補充は行わないことが取り決められていた[16]ため補欠選手以外による補充は行われなかったことから、三日目・最終日は欠車が目立ち、特に最終日は第1レース・第2レースは5車立てで、第3レース・第4レースは8車立てで、それぞれ行われた[17][注 4]。中野浩一は予てから「S級はFIも含めて9車立てで行うべき」という持論を述べており[19]、その中で今回は「GIとしてはあるまじきことで、GIII以上ではレースカットをしてでも9車立てで行うべき」と苦言を呈した[14]。また、中野によると、ファンからも同様に苦言を呈する電話が掛かってきたとのこと[14]。